# Wolfgang Lettl

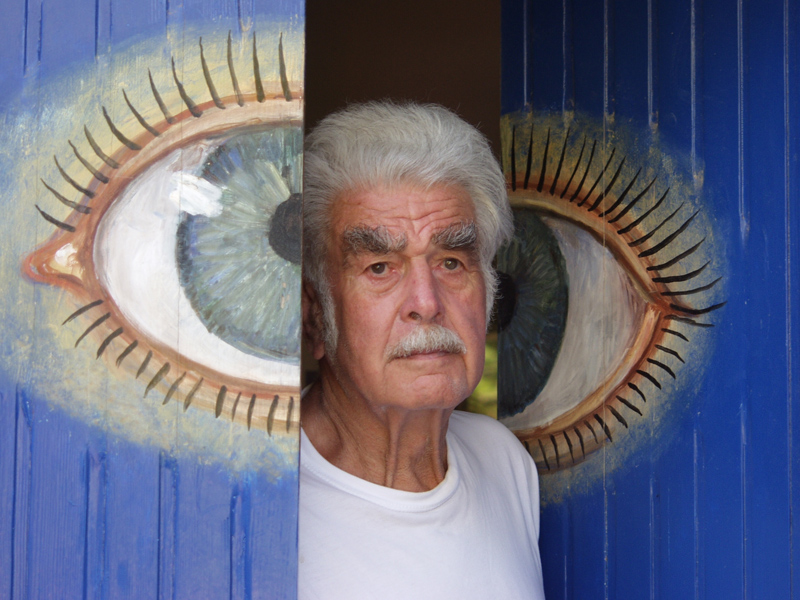
Wolfgang Lettl (2002)

Wolfgang Lettl (* 18. Dezember 1919 in Augsburg; † 10. Februar 2008 ebenda) war ein deutscher surrealistischer Maler.

## Leben und Wirken
Wolfgang Lettl war der Sohn von Josef und Maria Lettl. Nach seinem Schulbesuch in Augsburg leistete er im Zweiten Weltkrieg von 1939 bis 1945 seinen Wehrdienst. Dabei begegnete er als Nachrichtensoldat in Paris zum ersten Mal der surrealen Kunst und malte in seiner Freizeit Aquarelle. Anschließend war er Aufklärungsflieger in Norwegen. Nach Kriegsende war Lettl vier Monate in Kriegsgefangenschaft.
Von 1945 bis 1948 arbeitete Lettl in Augsburg als freischaffender Kunstmaler und machte dort seine ersten surrealistischen Versuche. 1949 heiratete er Franziska Link (1924–2010). Nachdem er von 1948 bis 1954 seinen Lebensunterhalt u. a. als Bau- und Lagerarbeiter verdient hatte, arbeitete Lettl ab 1954 als freischaffender Maler. Dabei führte er Aufträge im Bereich Wandmalerei, Sgraffiti, Mosaik, Farbfenster und Porträt aus. Daneben entwickelte er seinen eigenen surrealen Stil.
Von 1963 bis 1990 nahm Lettl regelmäßig an der Großen Kunstausstellung München im Haus der Kunst teil. Er wurde Mitglied der Neuen Münchener Künstlergenossenschaft und hatte auch viele Einzelausstellungen (siehe Liste unten). 1975 richtete er sich einen Zweitwohnsitz in Manfredonia (Italien) ein. Das südliche Licht inspirierte ihn zu gelegentlichen impressionistischen Bildern. Von 1986 bis 1990 gestaltete Lettl die Titelseiten der Buchbeilagen für Die Welt.
Anlässlich einer Ausstellung in der Toskanischen Säulenhalle machte Wolfgang Lettl 1992 der Stadt Augsburg das Angebot, ihr eine Auswahl von Bildern aus seinem Privatbesitz als Dauerleihgabe zu überlassen. Im gleichen Jahr wurde ein Verein zur Förderung surrealer Kunst e. V. mit dem vorrangigen Ziel gegründet, das Werk Lettls der Stadt Augsburg zu erhalten und der Öffentlichkeit zugänglich zu machen. 1993 entstand in den Räumen der Industrie- und Handelskammer Schwaben in Augsburg das Lettl-Atrium („Museum für surreale Kunst“).
Zu Lettls 75. Geburtstag wurde 1994 das Schauspiel Das Brett von Heinz Ratz zu der Bildserie Nachträume uraufgeführt. 1998 und 1999 wirkte Lettl an vier surrealen Kurzfilmen mit: Die wahnsinnige Zitrone, Riegele, SUB, und Die Operation. Ebenfalls 1999 fand eine Ausstellung seiner Aquatinta-Radierungen statt.
Das Jahr 2000 brachte eine große Sonderausstellung über Lettls Lebenswerk: Lettl – 80 Jahre. Damit im Zusammenhang entstand das Projekt Lettl in motion, in dem fünf Studenten der Hochschule Augsburg (Studiengang Multimedia) das Werk Lettls multimedial umsetzten.
2002 wurde eine weitere Dauerausstellung von Lettls Werken im Haus der Wirtschaft in Lindau eröffnet. 2004, zu Lettls 85. Geburtstag, entstand das Multimediaprojekt Türen von Bernhard Möller (Theater IrrReal) und Florian Lettl.

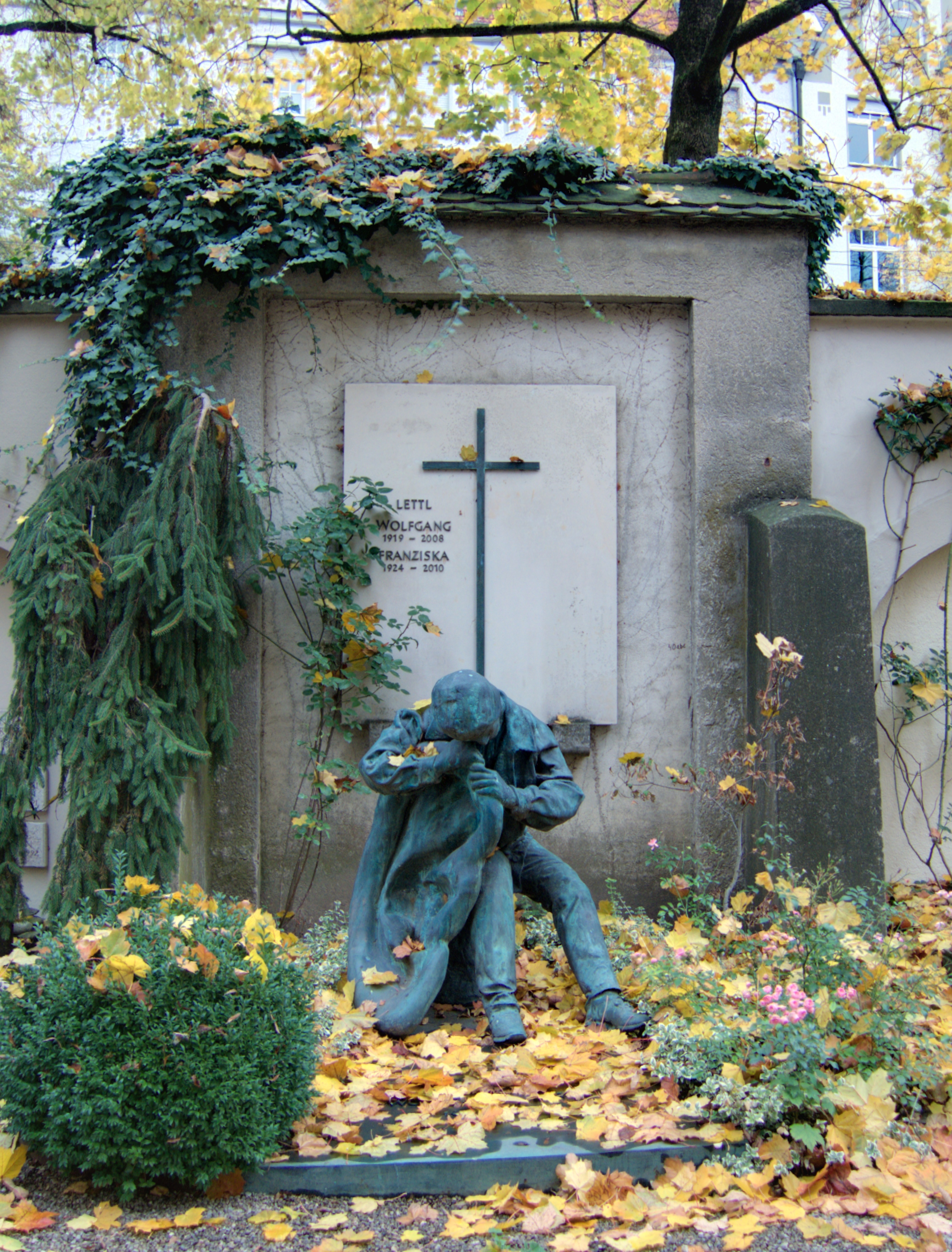
Grab Wolfgang Lettls mit einer Bronzefigur seines Sohnes Florian Lettl

Am 10. Februar 2008 verstarb Wolfgang Lettl im Alter von 88 Jahren. Er wurde auf dem katholischen Friedhof an der Hermanstraße in Augsburg beigesetzt, in einem Mauergrab zur Hermanstraße.

## Nachwirken
Lettl hinterließ über 1000 Werke, davon etwa 500 im Stil des Surrealismus. Eine umfassende Bildergalerie befindet sich auf der Homepage des Künstlers.

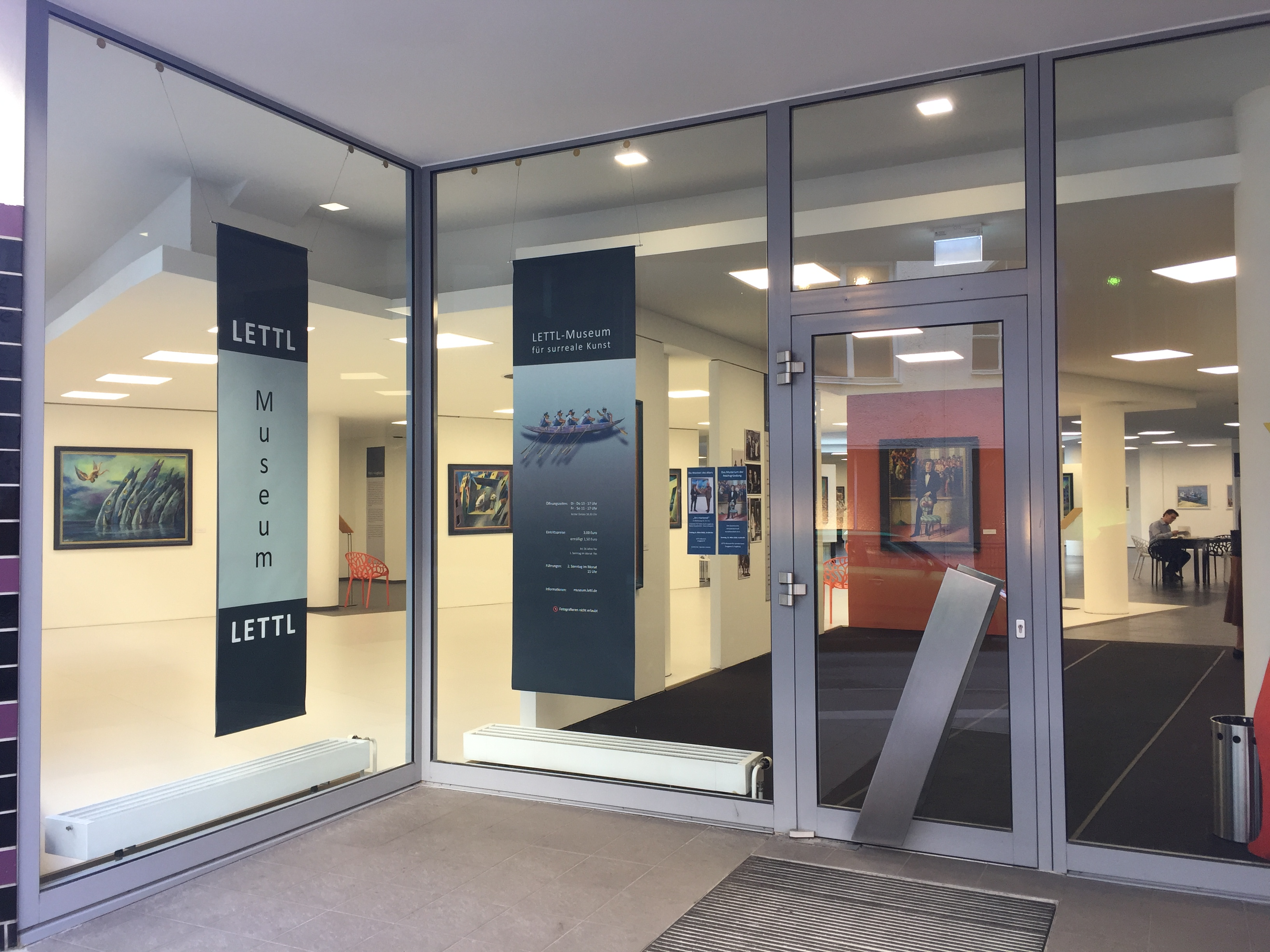
Eingang ins Lettl-Museum (2020)

Das Lettl-Atrium schloss im Dezember 2013 wegen Sanierungs- und Umbauarbeiten. 2016 schloss auch die Dauerausstellung in Lindau. In Augsburg wurde eine neue Räumlichkeit für eine Lettl-Dauerausstellung gesucht und gefunden. Am 18. Dezember 2019 fand die Eröffnung des Lettl-Museums für surreale Kunst in der Zeuggasse 9 im Zentrum von Augsburg statt.

## Ausstellungen
- 1960 Wolfgang Lettl, Karl Denzner (Kunstförderpreis der Stadt Augsburg), Schaezlerpalais, Augsburg
- 1967 „Wolfgang Lettl bei Willmeroth“, Augsburg
- 1972 Wolfgang Lettl, Claus-Dietrich Hentschel, Galerie in der Girokasse, Stuttgart
- 1978 „Wolfgang Lettl“, Schloss Haimhausen, Landkreis Dachau
- 1979 „Wolfgang Lettl“, Unterer Fletz, Augsburger Rathaus
- 1982 „Wolfgang Lettl“, Enderlesaal, Donauwörth
- 1984 „Wolfgang Lettl“, Foyer des Stadttheaters Ingolstadt
- 1985 „Wolfgang Lettl“, Bourges, Frankreich
- 1988 „Wolfgang Lettl“, Bayerische Vertretung, Bonn
- 1988 „Wolfgang Lettl“, Toskanische Säulenhalle im Augsburger Zeughaus
- 1992 „Wolfgang Lettl“, Toskanische Säulenhalle im Augsburger Zeughaus
- 1993–2013 Lettl-Atrium, Museum für surreale Kunst, IHK Schwaben, Augsburg
- 1994 „Nachträume“, Lettl-Atrium, IHK Schwaben, Augsburg
- 1995 „Lettl macht Ferien – Bilder aus Apulien“, Lettl-Atrium, IHK Schwaben, Augsburg
- 1996 „Lettl macht Ferien – Bilder aus Apulien“, Stadtsparkasse Günzburg, Günzburg
- 1996 „Irrigma“, Lettl-Atrium, IHK Schwaben, Augsburg
- 1997 „Mannsbilder“, Lettl-Atrium, IHK Schwaben, Augsburg
- 1998 „Auf Lettls Spuren“, Lettl-Atrium, IHK Schwaben, Augsburg
- 1999 „Aquatinta-Radierungen“, Lettl-Atrium, IHK Schwaben, Augsburg
- 1999 „Wolfgang Lettl – 80 Jahre“, Galerie der Bayerischen Landesbank, München
- 2000 „Wolfgang Lettl – Retrospektive“, Toskanische Säulenhalle im Augsburger Zeughaus
- 2000 „Bilder zum Jahrtausendwechsel“, Lettl-Atrium, IHK Schwaben, Augsburg
- 2002–2016 „Lettl in Lindau – Surrealismus im Haus der Wirtschaft“, Haus der Wirtschaft, Lindau
- Seit 2019 Lettl-Museum für surreale Kunst, Zeuggasse 9, Augsburg

## Lettls Bilder als Inspirationsquelle

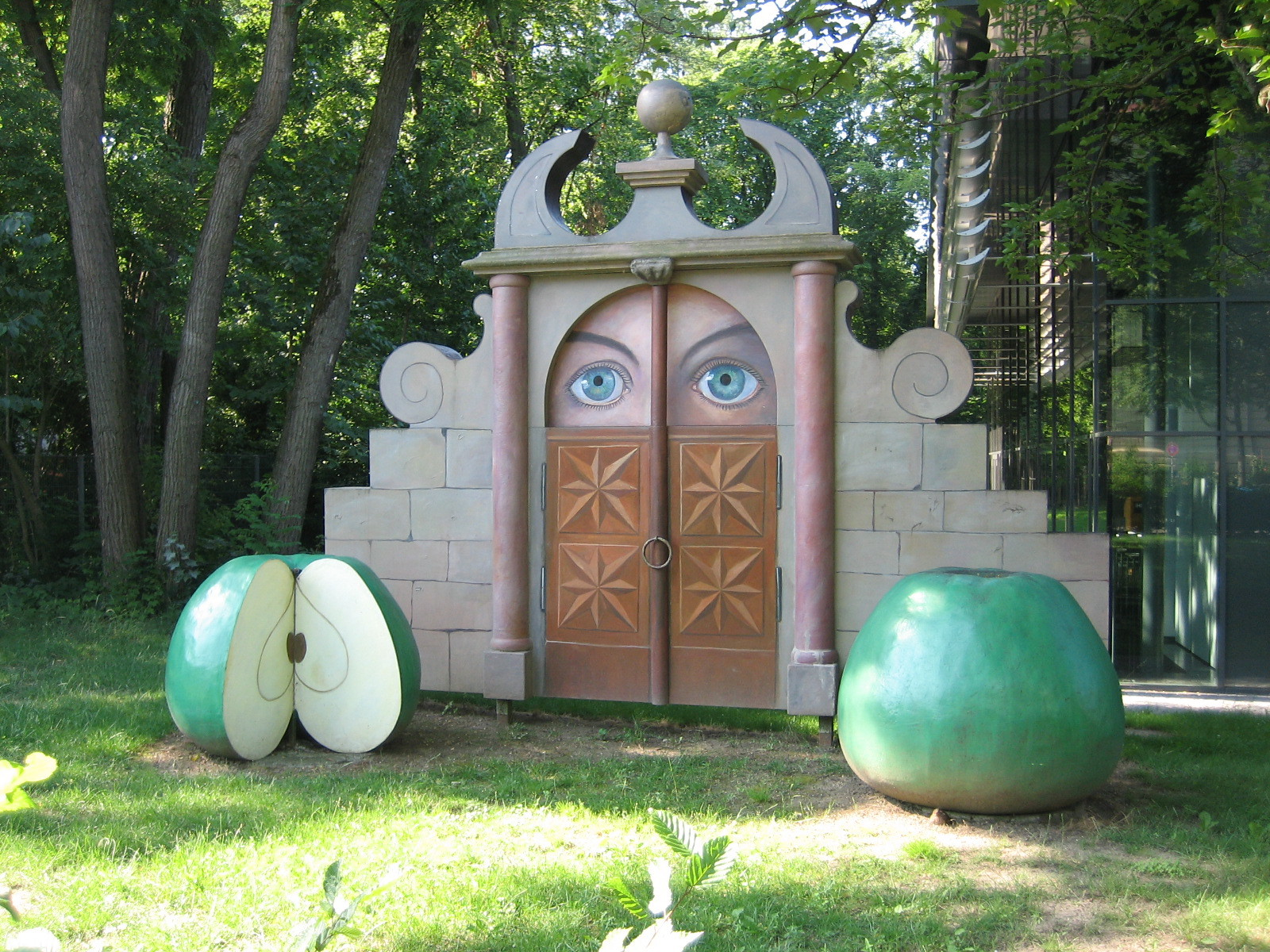
„Der Augenblick“, Skulptur von Florian Lettl (1993) im IHK-Park

Von Lettls Bildern wurden Werke verschiedener Kunstrichtungen inspiriert. Sein Sohn Florian Lettl schuf mehrere große Skulpturen, die Bildmotive Wolfgang Lettls plastisch wiedergeben und die oft fälschlich für Werke des Malers gehalten werden. Im öffentlichen Raum sind oder waren folgende Skulpturen von Florian Lettl ausgestellt:
- „Der Augenblick“ (1993), Aluminium, Eisen, Holz, Epoxydharz, steht seit 1993 vor der IHK Schwaben in Augsburg
- „Gipfeltreffen“ (1994–1995), Epoxydharz und Aluminium, stand ab 1996 vor der IHK Schwaben in Augsburg
- „Gipfeltreffen“ (2003/2004), Aluminiumguss, steht seit 2003 in Augsburg
- „Gipfeltreffen“ (2003/2004), Aluminiumguss, 2004–2018 in Lindau, steht seit 2018 in Manfredonia auf einem Platz an der Uferpromenade, der noch keinen Namen trägt. Er soll nach Lettl benannt werden.[5]
- „Der Kandidat“ (2009), Bronzeguss, stand von Januar bis April 2010 auf dem Moritzplatz (Augsburg)
- „Der Traum“ (2009), Bronzeguss, steht seit 2009 auf Wolfgang Lettls Grab auf dem Hermanfriedhof, Augsburg

Daneben gibt es von verschiedenen Künstlern und Autoren lyrische Werke, musikalische Werke, Bühnenwerke, Filme und Multimedia-Werke, die Lettls surreale Bildmotive aufnehmen und verarbeiten.

## Zitate
„Bilder haben ihre eigene Sprache, was sie jeweils mitteilen wollen, ist anders nicht auszudrücken, es sind Mitteilungen von „drüben“ oder könnten es wenigstens sein. Sie wenden sich nicht an den Verstand, sondern an das, was wir mit dem abgestandenen Begriff „Seele“ zu umschreiben versuchen. Wer indes allzu sehr mit beiden Füßen auf dem Boden der Wirklichkeit stehen zu müssen glaubt, tut sich schwer mit dem Fliegen, und wer meint, sich in allem nur auf die Wissenschaft verlassen zu können, kommt leicht in Schwierigkeit mit dem Jenseits und kann mitunter nicht einmal kapieren, was an einem Bild schön und wahr sein soll, weil sein Auge das Sehen nur in einer Richtung gelernt hat.“

„Was ich will, ist ganz einfach gesagt: schöne Bilder malen. Aber Schönheit hat immer auch mit Wahrheit zu tun. Und weil sich Schönheit nicht erzwingen lässt, habe ich immer versucht, wenigstens keine dummen Bilder zu malen und freue mich, wenn sie jemandem gefallen.“